# Budacu de Jos
Budacu de Jos is een Roemeense gemeente in het district Bistrița-Năsăud.
Budacu de Jos telt 3135 inwoners.